# Курчатник

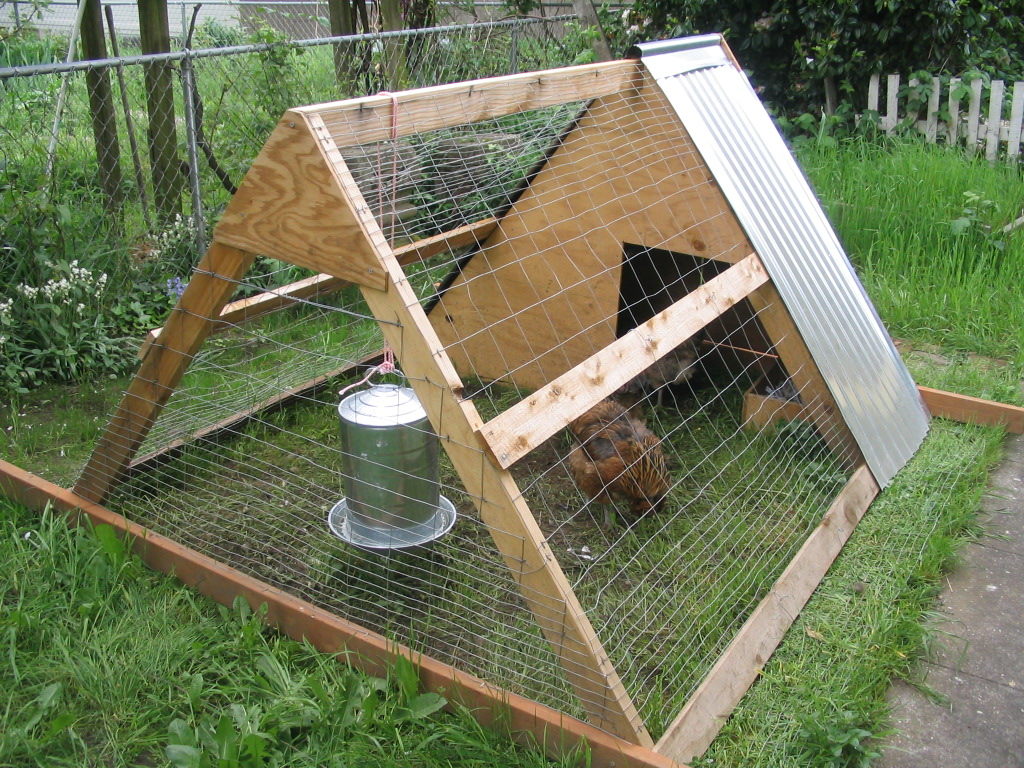
Курчатник у вигляді призми, без коліс

Курча́тник — приміщення, споруда для утримування курчат. Зазвичай являє собою легку конструкцію у вигляді трикутної призми чи паралелепіпеда, часто без підлоги. У деяких країнах пересувні курчатники без дна називають «курчачими тракторами» (англ. chicken tractors): за аналогією до сільськогосподарських тракторів, якими обробляють землю перед садінням, очищують її від бур'янів. Іноді «трактори» споряджають невеликими коліщатами для зручності пересування з місця на місце. Такі курчатники можуть бути як одноповерховими, так і двоповерховими.
Безпідлогова конструкція курчатника, встановленого просто на дерен, уможливлює курчатам доступ до свіжої трави, зерен, личинок, що зменшує потребу в частому годуванні. Після того, як трава і комахи будуть з'їдені курчатами, легку споруду нетрудно пересунути в інше місце силами однієї людини.